# Miloš Gligorijević
Miloš Gligorijević (in serbo Милош Глигоријевић?; Belgrado, 21 dicembre 1976) è un allenatore di pallacanestro serbo.

## Palmarès
- Campionato norvegese: 1

Gimle: 2013-14